# Lumen
|  | Aquest article tracta sobre la unitat de mesura del flux lluminós. Per al concepte biològic vegeu Lumen (biologia). Per al personatge de la sèrie de dibuixos animats Imp, vegeu: Lumen (Imp) |

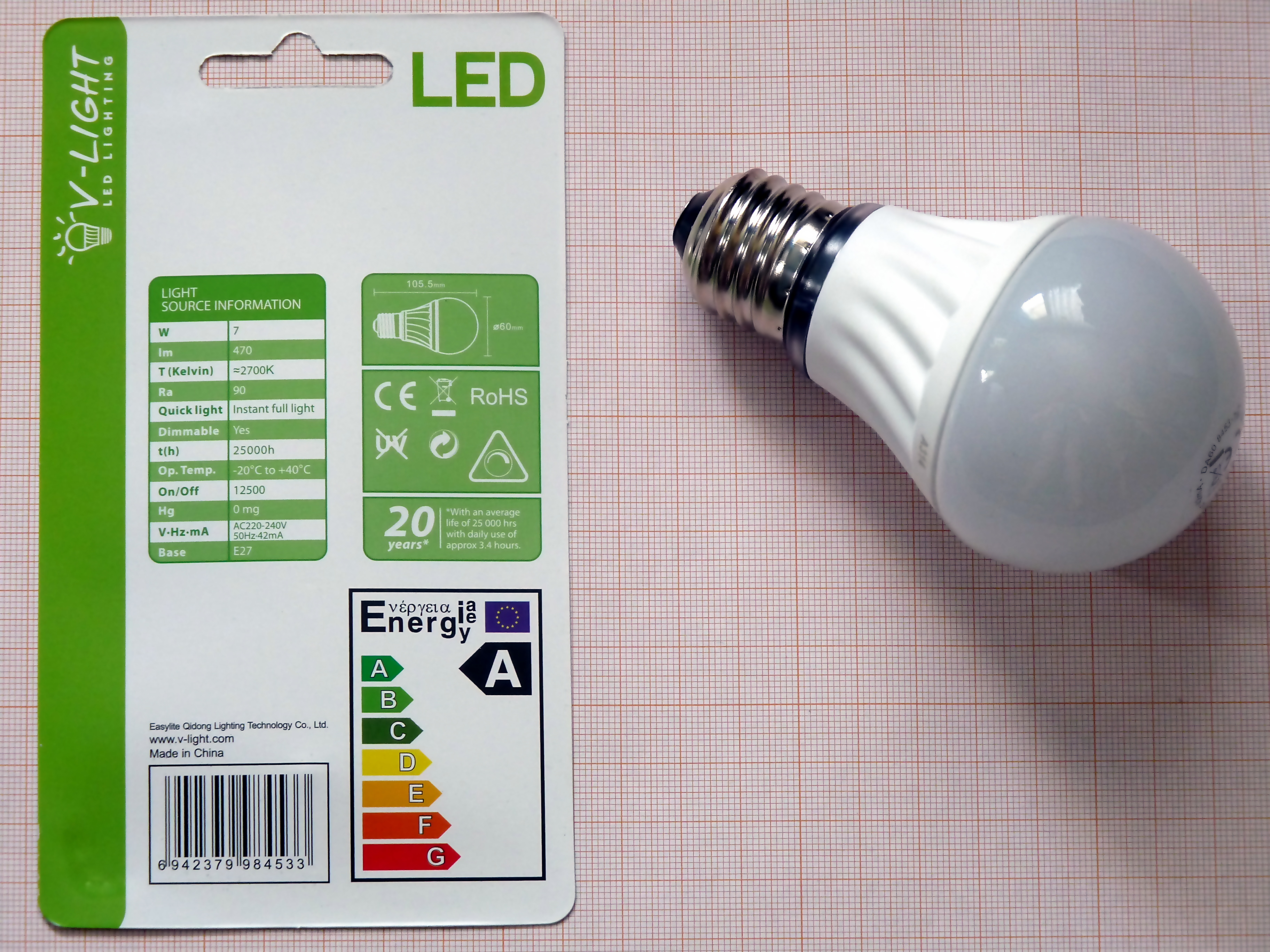
Una làmpada LED capaç de generar un flux lluminós de 470 lumens.

El lumen, símbol lm, és la unitat del SI per al flux lluminós. El seu valor equival al flux lluminós que emet un focus puntual d'una candela d'intensitat en un estereoradian:
Es tracta d'una unitat derivada amb nom propi i amb un símbol particular. El mot «lumen» prové del llatí lūmen, -ĭnis ‘llum’. Originalment, el 1946, va rebre el nom de "lumen nou", però el 1948 es va abandonar l'adjectiu i va restar com a "lumen".
El lumen i el lux deriven de la unitat de base candela i donen informació sobre la visió humana. S'utilitzen sovint el lumen hora o el lumen segon com a unitats de quantitat de llum, que corresponen al flux d'1 lumen emès durant 1 hora o 1 segon, respectivament.

## Múltiples i submúltiples del SI
| Múltiple | Nom        | Símbol |  | Submúltiple | Nom         | Símbol |
| -------- | ---------- | ------ |  | ----------- | ----------- | ------ |
| 100      | lumen      | lm     |  |             |             |        |
| 10¹      | decalumen  | dalm   |  | 10−1        | decilumen   | dlm    |
| 10²      | hectolumen | hlm    |  | 10−2        | centilumen  | clm    |
| 103      | kilolumen  | klm    |  | 10−3        | mil·lilumen | mlm    |
| 10⁶      | megalumen  | Mlm    |  | 10−6        | microlumen  | µlm    |
| 10⁹      | gigalumen  | Glm    |  | 10−9        | nanolumen   | nlm    |
| 1012     | teralumen  | Tlm    |  | 10−12       | picolumen   | plm    |
| 1015     | petalumen  | Plm    |  | 10−15       | femtolumen  | flm    |
| 1018     | exalumen   | Elm    |  | 10−18       | attolumen   | alm    |
| 1021     | zettalumen | Zlm    |  | 10−21       | zeptolumen  | zlm    |
| 1024     | yottalumen | Ylm    |  | 10−24       | yoctolumen  | ylm    |

Una bombeta d'incandescència estàndard de 100 watts emet aproximadament 1 500 lumens.